# Lenora (Kansas)
Lenora es una ciudad ubicada en el condado de Norton en el estado estadounidense de Kansas. En el año 2010 tenía una población de 250 habitantes y una densidad poblacional de 192,31 personas por km².

## Geografía
Lenora se encuentra ubicada en las coordenadas 39°36′40″N 100°0′5″O / 39.61111, -100.00139 (39.610975, -100.001391).

## Demografía
Según la Oficina del Censo en 2000 los ingresos medios por hogar en la localidad eran de $32,500 y los ingresos medios por familia eran $39,250. Los hombres tenían unos ingresos medios de $27,361 frente a los $18,875 para las mujeres. La renta per cápita para la localidad era de $15,426. Alrededor del 7.3% de la población estaban por debajo del umbral de pobreza.